# Буше, Александр (скрипач)
Александр Жан Буше (фр. Alexandre-Jean Boucher; 11 апреля 1778, Париж — 29 декабря 1861, Париж) — французский скрипач.
Сын военного музыканта. Был принят в бесплатную музыкальную школу, учреждённую графиней де Мортень, где его наставником стал Гийом Навуажиль. Выступал в концертах с шестилетнего возраста. Во время Французской революции участвовал в революционных событиях, но затем разочаровался в произошедшем и в 1795 г. был замешан в Вандемьерском мятеже, после чего вынужден был бежать из Франции.
Обосновавшись в Испании, некоторое время играл в Мадриде в придворном оркестре, в 1799 г. вернулся в Париж, концертировал в дуэте с арфисткой Селест Гайо, на которой в 1806 г. женился. В 1808—1811 гг. жил и работал в Марселе, в 1813 г. в Берне, в 1814 г. гастролировал в Лондоне, выступив вместе с Бернхардом Ромбергом. В 1819—1825 гг. выступал вместе с женой в Германии, Австрии и России. В начале 1830-х вновь жил в Испании. Спорадически появлялся на сцене вплоть до семидесятилетнего возраста. Среди нескольких детей Буше были музыканты, на рубеже 1820-30-х гг. он иногда выступал в квартете с тремя своими сыновьями.
По отзывам большинства заметных музыкантов, имевших дело с Буше, его манера игры, при всей одарённости и виртуозности, тяготела к шарлатанству и безвкусице. В частности, Луи Шпор, слушавший супругов Буше в 1819 г. в Брюсселе, вспоминал, что Буше культивировал своё внешнее сходство с Наполеоном, намекая, что именно оно стало причиной его изгнания из Парижа, называл себя «Александром скрипок» (фр. Alexandre des violons, намекая на Александра Македонского), и при этом

оба обнаружили в своём совместном исполнении большое мастерство; но всё, что они играли, было пустым и безынтересным, а из сочинений самого мсье Буше я и припомнить ничего не могу. Правда, вначале Буше сыграл квартет Гайдна, но ввёл в него такое множество никчёмных и безвкусных украшений, что не оставил мне никакой возможности насладиться музыкой.

Берлинский концерт Буше (1821) удостоился кислого отзыва Гёте.